# 古斯里鎮區 (印地安納州勞倫斯縣)
古斯里鎮區（英語：Guthrie Township）是位於美國印地安納州勞倫斯縣的一個行政鎮區。

## 地方資料
根據2010年美國人口普查的數據，古斯里鎮區的面積為110.80平方千米，當中陸地面積為109.30平方千米，而水域面積為1.50平方千米。當地共有人口1383人，而人口密度為每平方千米12.48人。